# Preßguts
Preßguts ist eine ehemalige Gemeinde mit 397 Einwohnern (Stand: 1. Jänner 2023) in der Oststeiermark. Im Rahmen der Gemeindestrukturreform in der Steiermark wurde sie mit 1. Jänner 2015 bei der Gemeinde Ilztal eingemeindet.
Grundlage dafür war das Steiermärkische Gemeindestrukturreformgesetz – StGsrG.
Eine Beschwerde, die von der Gemeinde gegen die Zusammenlegung beim Verfassungsgerichtshof eingebracht wurde, war nicht erfolgreich.

## Geographie
Preßguts liegt im Bezirk Weiz im österreichischen Bundesland Steiermark.

### Gemeindegliederung
Das Gemeindegebiet umfasste folgende zwei Ortschaften (in Klammern Einwohnerzahl Stand 1. Jänner 2024):
- Preßguts (342)
- Schirnitz (86)

Die Gemeinde bestand aus der einzigen Katastralgemeinde Preßguts.

## Politik
Der Gemeinderat wurde am 31. Dezember 2014 aufgelöst. Bis dahin setzte er sich nach der Gemeinderatswahl 2010 wie folgt zusammen: 6 ÖVP und 3 SPÖ.
Letzter Bürgermeister war Alois Schlemmer (ÖVP).

### Wappen
Die Verleihung des Gemeindewappens erfolgte mit Wirkung vom 1. August 2006.

Blasonierung (Wappenbeschreibung):
„In silbernem Schild ein geschmälerter schwarzer Wellenpfahl, rechts und links begleitet von je einem grünen Pappelbaum.“